# Danza de los voladores

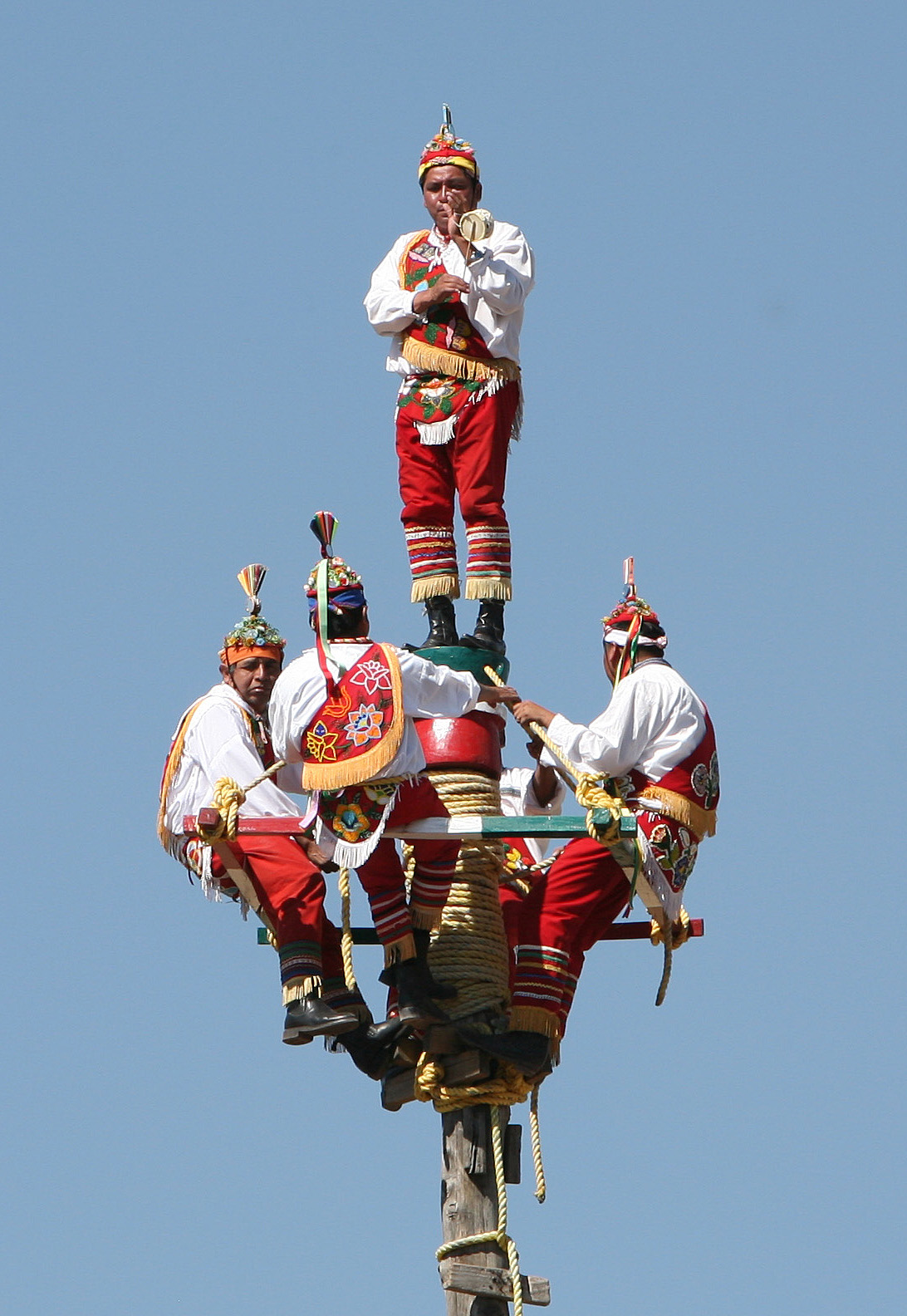

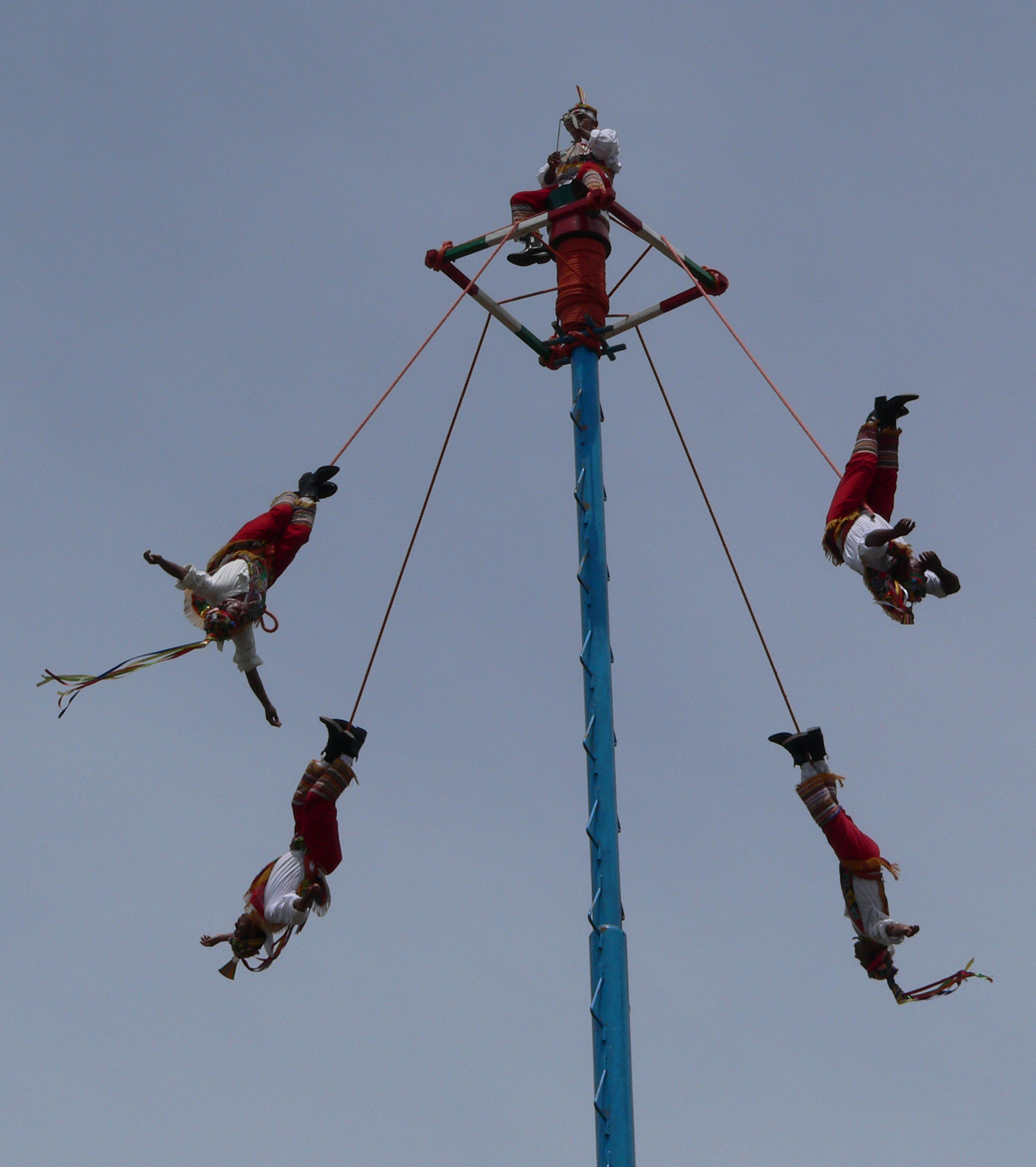

De Danza de los voladores (‘Dans van de vliegers’), is een oud Meso-Amerikaans ritueel dat tegenwoordig nog steeds wordt uitgevoerd in Mexico. Het wordt verondersteld te zijn ontstaan in centraal Mexico, waarna het zich over het grootste deel van Meso-Amerika heeft verspreid.
Het ritueel bestaat uit dans en het beklimmen van een hoge paal vanwaar vier van de vijf deelnemers - vastgebonden aan touwen - naar beneden springen om naar de grond af te dalen. De vijfde blijft achter bovenop de paal, terwijl hij danst en speelt op een fluit en een trommel. Volgens de overlevering is het ritueel bedacht om de goden te vragen een einde te maken aan een ernstige droogte.
Het ritueel werd in 2009 door UNESCO uitgeroepen tot immaterieel cultureel erfgoed.

## Het ritueel
De dans wordt uitgevoerd op een paal, die in hoogte kan variëren van 12 tot 30 meter. Aan de top van de paal is een structuur bevestigd in de vorm van een vierkant. De vier zijden van het vierkant representeren de vier windstreken.  De paal zelf staat voor de vijfde richting en symboliseert de communicatie tussen onder- en bovenwereld. Ter hoogte van de structuur bevat de paal een kaapstander, waar touwen omheen zijn gewikkeld.
Het ritueel wordt uitgevoerd door vijf deelnemers: vier "voladores" (vliegers) die verkleed zijn als vogels  en de "caporal". Na om de paal te hebben gedanst, vasten de dansers een dag, ze bidden in de kerk en gaan dan naar de paal terwijl de caporal de "son del perdón" (lied van vergeving) bespeelt op zijn rietfluit en trommel. Nadat de paal is beklommen, nemen de voladores plaats op de zijden van de structuur en de caporal neemt plaats op de paal. De caporal begroet de vier windsteken en leunt achterover om de zon te begroeten.
Ondertussen binden de voladores de touwen die bevestigd zijn aan de kaapstander om hun middel. Wanneer de caporal de "son del descenso" (lied van de afdaling) inzet, laten de voladores zich achterover vallen. Het touw wikkelt af en in cirkels dalen de voladores af naar beneden. In totaal draaien ze 13 keer om de paal. Het getal dertien, vermenigvuldigd met de vier vliegers, levert het getal 52 op. Dit is het nummer van de Meso-Amerikaanse kalendercyclus.
Wanneer de voladores het land bereiken, daalt de caporal af, en wanneer hij beneden is speelt hij de "son de la espedida" (lied van het afscheid).

## Geschiedenis
De dans van de voladores is ontstaan in de precolumbinaanse culturen van de Totonaken en de Huaxteken in de Sierra de Puebla en in het bergachtige gebied van Veracruz waar de dans nog steeds wordt uitgevoerd.
Het ritueel heeft zijn oorsprong in een mythe die vertelt dat de goden hadden gezorgd voor droogte omdat de mensheid hen was vergeten. De dans is een offer dat de Totonaken organiseerden om een einde te maken aan deze enorme droogte. Deze taak werd toevertrouwd aan vijf kuise jonge mannen. Ze hakten een boom om en maakten hiervan een paal. Vanaf deze paal zouden ze een beroep doen op de vier windrichtingen en het centrum van het universum, en zich vervolgens als vogels van de paal werpen.
Archeologie heeft aangetoond dat het ritueel meer dan 1500 jaar oud is en dat het werd uitgevoerd in het gebied dat nu Mexico is tot Nicaragua.
Er wordt aangenomen dat tijdens Mexica-overheersing elementen uit de Mexicacultuur werden toegevoegd, zoals het vliegen met open armen en het zich verkleden als vogels.

## Behoud
In 2009 waren er ongeveer 600 voladores actief in Mexico, en ook in Guatemala werd de dans nog uitgevoerd.
In de jaren 1970 ontstonden diverse organisaties die de dans van de voladores uitvoerden. Er was sprake van oneerlijke concurrentie en de dans werd vooral opgevoerd als spektakel. Bang dat de spirituele betekenis van de dans verloren zou gaan, werd de Escuela de niños voladores (school van vliegerskinderen) opgericht in Papantla. De kinderen krijgen de dans en het Totonaaks aangeleerd, maar worden ook onderwezen in de spirituele principes van het ritueel, de betekenis en de uitwerking van de kleding.
Ook wordt vanuit de school gewerkt aan het herstel van de tsakáe kiwi (chicozapote-boom) waarvan de paal voor het vliegritueel wordt gemaakt en die met uitsterven wordt bedreigd, door nieuwe bomen te planten. Tevens wordt bij het omhakken van een boom een offer gebracht in de vorm van bloemen, tabak of kaarsen waarbij ook wordt gebeden.
In 2018 had de school vijf vestigingen in Papantla en omgeving die ongeveer 200 kinderen onderwezen. Kinderen bepalen zelf wanneer zij het ritueel volledig willen uitvoeren. Volgens de vliegleraren is er geen vaste leertijd, maar het minimum is 10 jaar.
Op 30 september 2009 werd de dans van de voladores erkend als immaterieel cultureel erfgoed door UNESCO. Sindsdien zijn de omstandigheden van de voladores verbeterd. Zo krijgen voladores onder meer een levensverzekering en een risicoverzekering voor de uitvoering van hun vak.